# Jean-Claude Sussfeld
Pour les articles homonymes, voir Sussfeld.
Jean-Claude Sussfeld est un metteur en scène, scénariste et réalisateur français, né le 29 juillet 1948.
D'abord stagiaire sur le tournage de Fantomas à l'âge de 15 ans, il devient à partir de la fin des années 1960 jusque dans les années 1980 l'assistant de nombreux réalisateurs comme Claude Sautet, Gérard Oury, Michel Audiard, Jean-Luc Godard ou Yves Boisset. 
En 1981, il réalise son premier film, la comédie Elle voit des nains partout !, puis, par la suite Le Léopard (1984), La Passerelle (1987) et Quand j'avais cinq ans je m'ai tué (1994). Depuis il se consacre à l'écriture et à la réalisation télévisuelle.

## Biographie
Issu d'une famille de cinéastes, il va sur les plateaux de cinéma dès l'âge de cinq ans. Pendant ses vacances scolaires, à l'âge de 15 ans, il est stagiaire sur Fantomas et arrête ses études à 17 ans. 
Dans les années 1970 à 1980, il devient assistant de Sautet, depuis Les Choses de la vie jusqu'à Mado, ainsi que de Gérard Oury, Michel Audiard, Jean-Luc Godard ou Yves Boisset. 
Il coécrit et réalise pour le cinéma Elle voit des nains partout !, Le Léopard,  La Passerelle et Quand j'avais cinq ans je m'ai tué (d'après Howard Buten). Après le tournage de Quand j'avais 5 ans je m'ai tué, il se consacre à l'écriture et à la réalisation télévisuelle. 
Auteur de théâtre, il écrit Ma Petite fille mon amour, interprété par Danielle Darrieux et Jacques Dufilho. Il a créé le festival CréaComédia à Pézenas.

### Vie privée
Le 30 mai 1970, il se marie à Saint-Symphorien-le-Château (Eure-et-Loir) avec Sylvie Deneu, 19 ans, étudiante. Sont notamment présents à ce mariage Michel Audiard, Claude Sautet, Guy Lefranc et Jacqueline Caurat.
Il se met plus tard en couple avec Aude Blanchard (sœur d'Amaury Blanchard), une monteuse et scénariste qui fait quelques figurations dans des films des années 1980, et avec laquelle il aura un enfant qu'ils élèveront à Levallois-Perret.

## Filmographie

### Réalisateur et scénariste

#### Cinéma
- 1981 : Elle voit des nains partout !
- 1984 : Le Léopard
- 1987 : La Passerelle
- 1994 : Quand j'avais cinq ans je m'ai tué

#### Télévision
- 1990-1991 : Le Gorille (mini-série, 2 épisodes)
- 1991 : Pas une seconde à perdre (téléfilm)
- 1995 : Charlotte et Léa (téléfilm)
- 1995 : Un si joli bouquet (téléfilm)
- 1995 : L'Avocate (série télévisée)
- 1996 : L'Amerloque (téléfilm)
- 1997 : Le Refuge (série télévisée, 1 épisode)
- 1997 : Madame le Consul (série télévisée, 1 épisode)
- 1998 : Le Sélec (série télévisée)
- 2004-2007 : Fabien Cosma (série télévisée, 5 épisodes)

### Assistant réalisateur
- 1965 : Fantômas d'André Hunebelle
- 1966 : Fantômas se déchaîne d'André Hunebelle
- 1967 : Un idiot à Paris
- 1967 : La Chinoise de  Jean-Luc Godard
- 1968 : Le Cerveau de Gérard Oury
- 1969 : Une veuve en or de Michel Audiard
- 1969 : Les Choses de la vie de Claude Sautet
- 1971 : Max et les Ferrailleurs de Claude Sautet
- 1971 : La Folie des grandeurs de Gérard Oury
- 1972 : César et Rosalie de Claude Sautet
- 1973 : Le Silencieux de Claude Pinoteau
- 1973 : Les Aventures de Rabbi Jacob de Gérard Oury
- 1974 : Vincent, François, Paul... et les autres de Claude Sautet
- 1975 : Lily aime-moi de Maurice Dugowson
- 1975 : Le Faux-cul de Roger Hanin
- 1977 : L'Imprécateur, de Jean-Louis Bertuccelli
- 1978 : Histoires insolites, épisode La Stratégie du serpent d'Yves Boisset

## Théâtre
- 1997 : Ma petite fille, mon amour, mise en scène Yves Le Moign', Théâtre Montansier, 1998 : Théâtre Fontaine
- 2005 : Dans le secret de la loge
- 2005 : La dernière y restera

Par ailleurs, il est membre, et metteur en scène à La Comédie de Tanger.